# 多爾戈普魯德內
多爾戈普魯德內（俄语：Долгопрудный，羅馬化：Dolgoprudny，其意「長湖」指的是城東北的一個湖泊）是俄羅斯莫斯科州中部的一個城市。位於莫斯科西北20公里。2002年人口68,792人。
1957年建市。曾經是蘇聯飛船的製造基地。